# Ambohimanjaka
Ambohimanjaka é uma comuna de Madagascar, pertencente ao distrito de Ambohidratrimo, na região de Analamanga. Sua população, segundo o censo de 2001, era de 3 505 habitantes.